# Петријанец
Петријанец је насељено место и седиште општине у Вараждинској жупанији, Хрватска. До територијалне реорганизације у Хрватској налазио се у саставу бивше велике општине Вараждин.

## Становништво
На попису становништва 2011. године, општина Петријанец је имала 4.812 становника, од чега у самом Петријанцу 1.429.

## Попис1991.
На попису становништва 1991. године, насељено место Петријанец је имало 1.593 становника, следећег националног састава:
| Попис 1991.‍   | Попис 1991.‍  | Попис 1991.‍ | Попис 1991.‍ | Попис 1991.‍ |
| ------------- | ------------ | ----------- | ----------- | ----------- |
|               |              |             |             |             |
| Хрвати        | Хрвати       |             | 1.568       | 98,43%      |
| Југословени   | Југословени  |             | 6           | 0,37%       |
| Руси          | Руси         |             | 3           | 0,18%       |
| Словенци      | Словенци     |             | 3           | 0,18%       |
| неопредељени  | неопредељени |             | 4           | 0,25%       |
| регион. опр.  | регион. опр. |             | 1           | 0,06%       |
| непознато     | непознато    |             | 8           | 0,50%       |
| укупно: 1.593 |              |             |             |             |